# Uli Gsell
Uli Gsell (Stuttgart, 1967) is een Duitse beeldhouwer.

## Leven en werk
Gsell studeerde van 1988 tot 1993 beeldhouwkunst bij de hoogleraren Karl-Henning Seemann, Josef Nadj, Robert Schad en Micha Ullman aan de Staatliche Akademie der Bildenden Künste Stuttgart. In 1994 bezocht hij de Escuela nacional de pintura, escultura y grabado "La Esmeralda" in Mexico om te studeren bij Japans/Mexicaanse beeldhouwer Kiyoto Ota. Hij sloot zijn opleiding in 1995/96 af in het atelier van Micha Ullman. Van 1999 tot 2000 was hij hoofd van de opleiding steenbeeldhouwers van de Kunstschule Unteres Remmstal in Baden-Württemberg. Sinds 2004 doceert hij aan de Universiteit van Stuttgart.
De kunstenaar woont en werkt in Ostfildern.

## Werken (selectie)
Gsell werkt regelmatig mee aan beeldhouwersymposia en realiseert sculpturen voor beeldenroutes:
- Skulpturenwee zu Bilschdref (onderdeel van de Europese Straße des Friedens) in het Luxemburgse Bilsdorf : Ergründete Innenraum des Steins (1996)
- Skulpturenfeld Rottweil in Rottweil-Hausen: Marbacher Tisch (1999)
- Skulpturenfeld Oggelshausen in Oggelshausen : Vom Morgen bis zum Abend (2000)
- Jahrhundertdenkmal Gruibingen in Gruibingen : Zeit-Raum (2001)
- Venusberg (2002) in Herrenberg
- Symposium Essaouira in Essaouira (Marokko) : Windberg (2003)
- Position (2003), Skulpturenpfad Besigheim in Besigheim
- Skulpturenweg Rheinland-Pfalz - Kaiserslautern in Kaiserslautern : Kopf (2005)
- Skulpturenweg Rheinland-Pfalz - Stelzenberg in Stelzenberg : Schweinstäler Kopf (2005)
- Katarakt (2006) in Hessigheim
- Skulpturenweg Dudenhofen in Dudenhofen bij Speyer : Kopf
- Skulpturenweg Ditzingen-Heimerdingen in Ditzingen : Heimerdinger Köpfe

## Fotogalerij

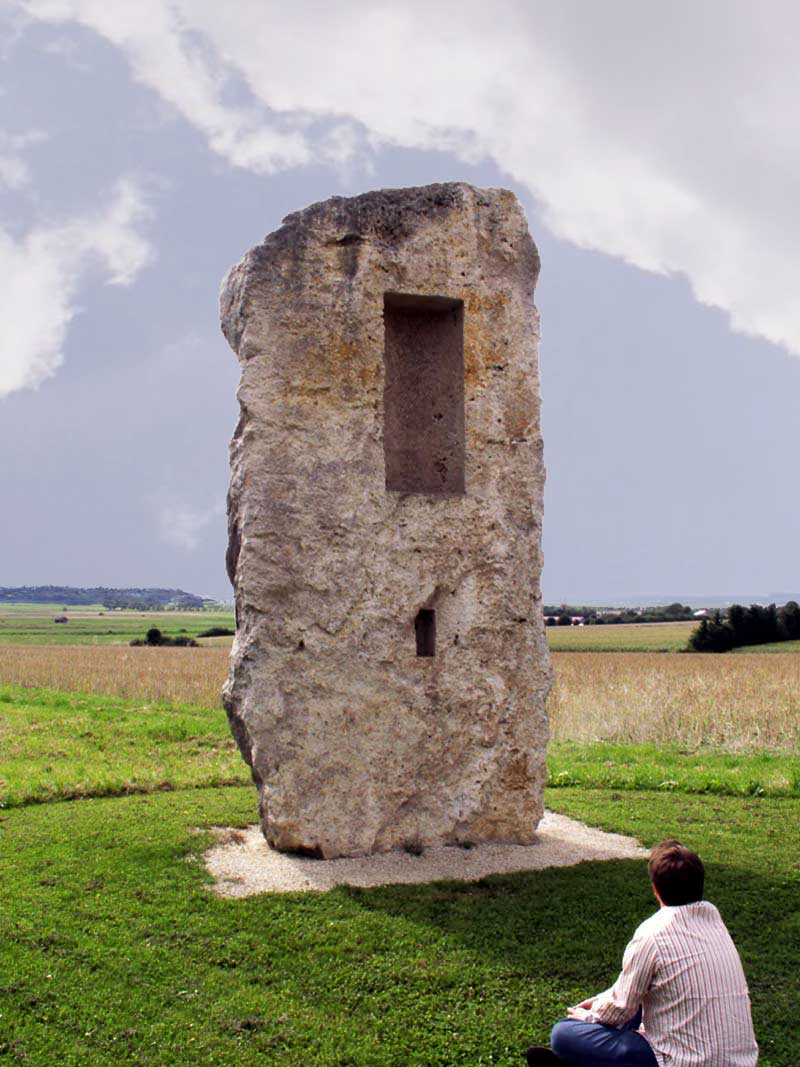
Vom Morgen bis zum Abend, Oggelshausen
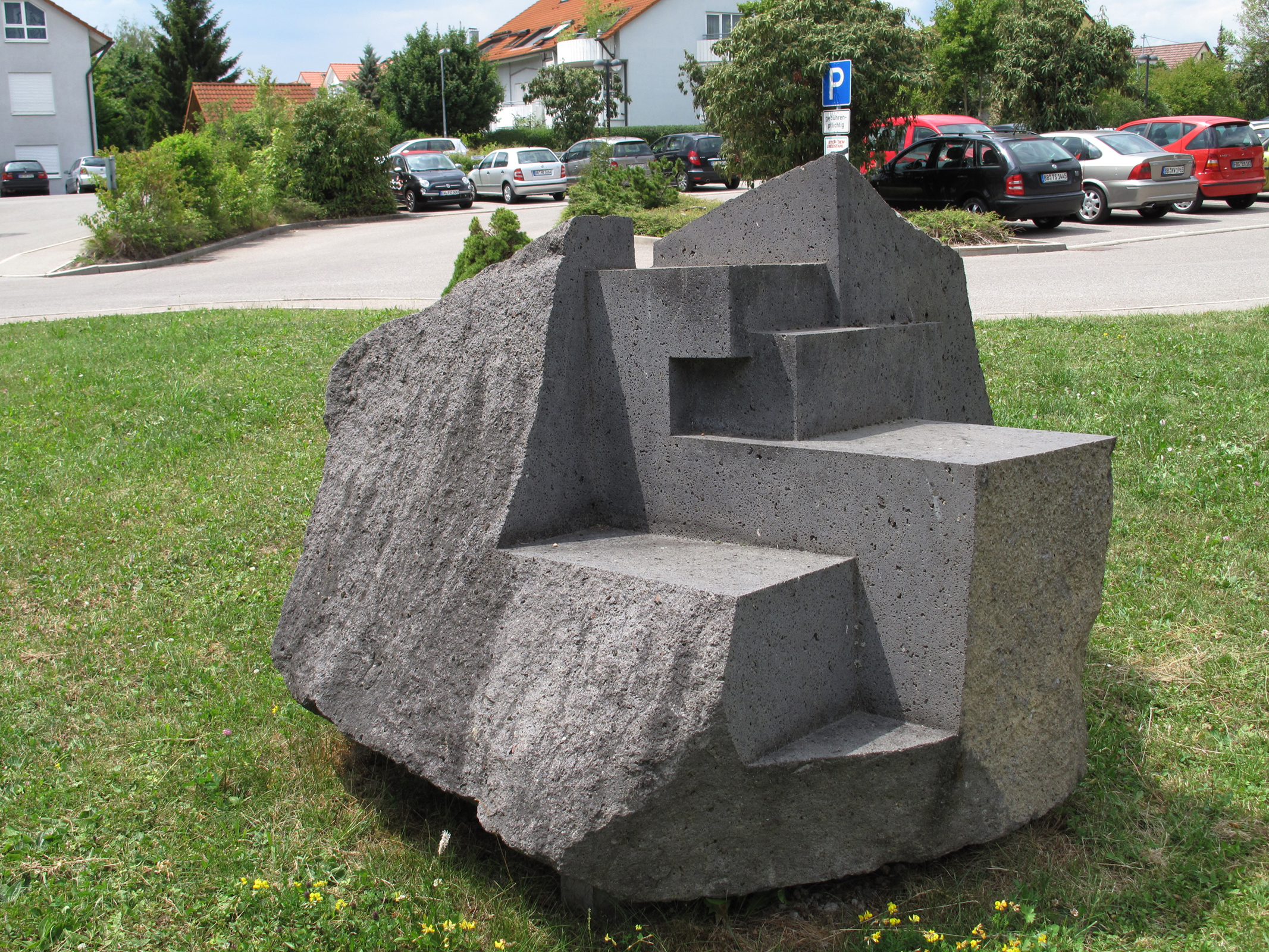
Venusberg, Herrenberg
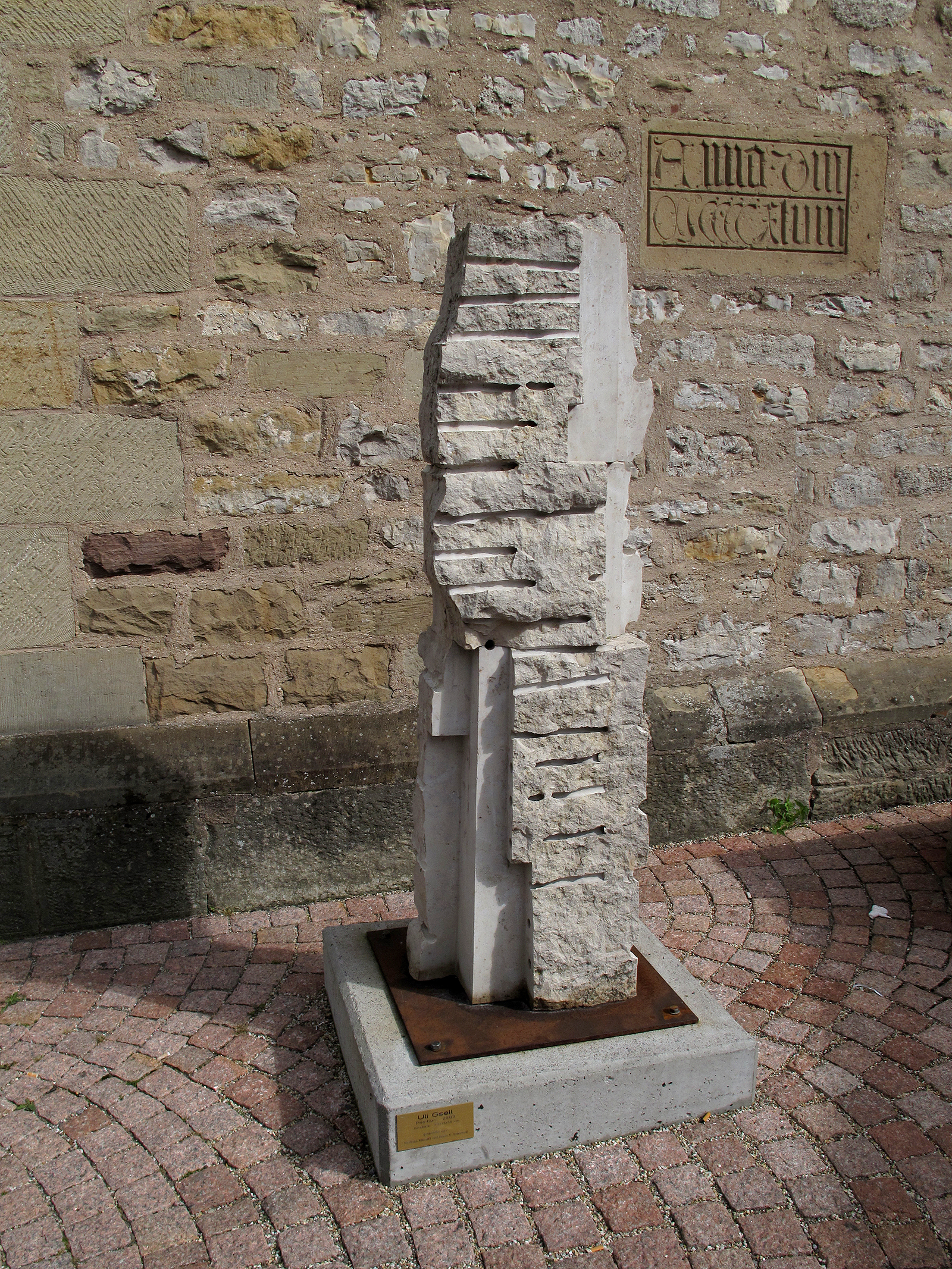
Position, Besigheim